# Bento Chimelli
Bento Ilceu Benelli Chimelli (12 de maio de 1933 - Curitiba, 15 de setembro de 2011) foi um empresário e político brasileiro.
Bento era proprietário de uma fábrica de cal (em Almirante Tamandaré) e uma rádio AM (em Curitiba).
Foi prefeito da cidade de Rio Branco do Sul entre 1992 e 1996 e entre 2000 e 2002 pelo Partido Social Cristão (PSC). Em sua primeira gestão, concluiu a rodoviária e organizou o trânsito no centro da cidade.
Na década de 1960 foi candidato a uma vaga na Assembléia Legislativa do Paraná pelo Partido Trabalhista Brasileiro (PTB) e em 1985 foi candidato a prefeitura de Curitiba.
Figura controversa na política local, em sua segunda gestão na cidade de Rio Branco foi acusado de aplicação indevida de verbas públicas, sendo cassado e logo em seguida foi considerado foragido da polícia, pois foi processado pelo MP, acusado de homicídio duplamente qualificado, roubo e desmanche de carros entre outras acusações.
Faleceu em setembro de 2011 em decorrência de um AVC.